# Putzmeister

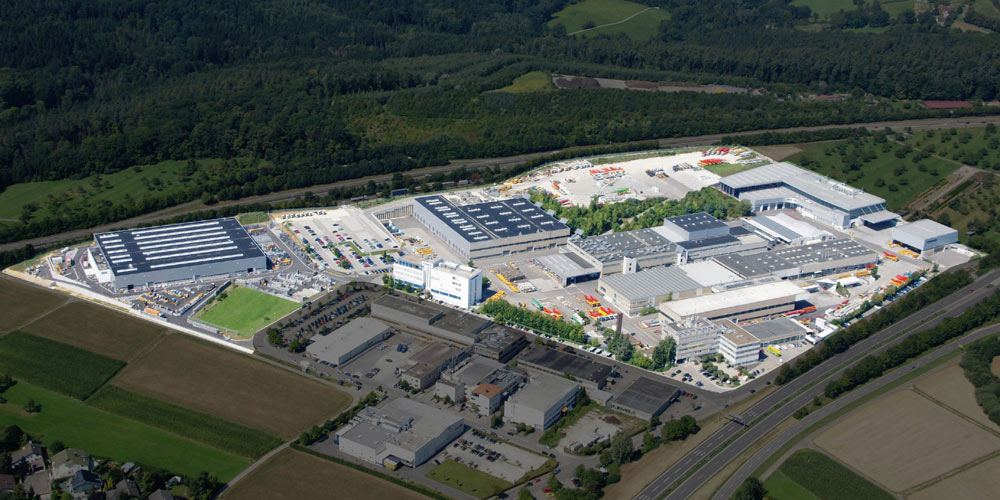
Putzmeister-Hauptsitz in Aichtal

Putzmeister mit Sitz in Aichtal in Baden-Württemberg ist ein Hersteller von Betonpumpen, Fahrmischerbetonpumpen, Mörtelmaschinen, Industriepumpen, mobilen Förderbändern, Betonspritzmaschinen und Betonmischanlagen. Diese Maschinen werden zur Förderung, Verteilung, Aufbereitung, Zwischenlagerung und Verarbeitung von Beton, Mörtel und Dickstoffen eingesetzt. Bis 2005 war das Unternehmen nach Umsatz und Mitarbeiterzahl das weltweit größte seiner Branche. 2012 übernahm der chinesische Baumaschinenhersteller Sany das gesamte Unternehmen.

## Geschichte

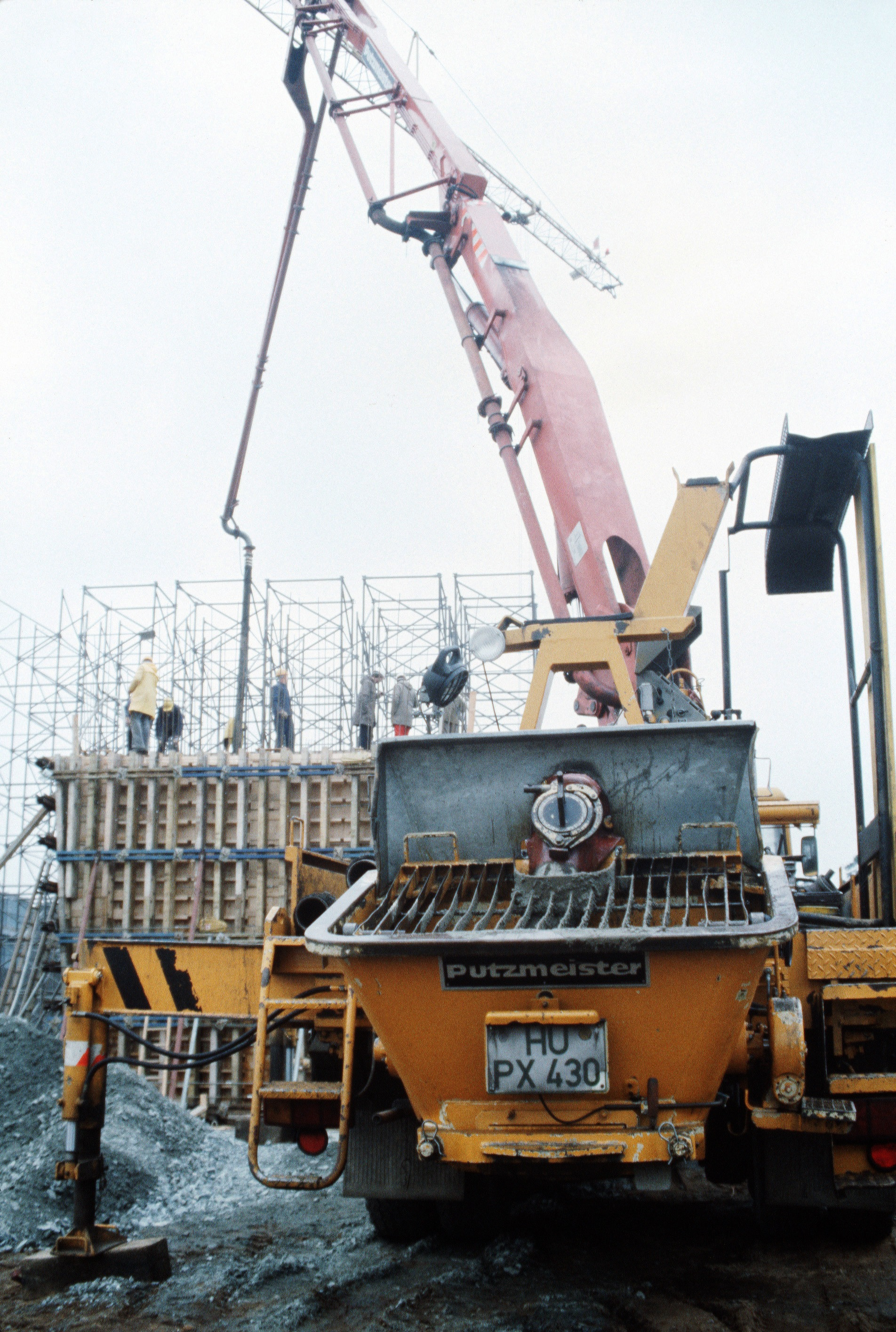
Putzmeister-Betonpumpe (1985)

Im Jahre 1958 gründete Karl Schlecht, der Sohn eines Gipsermeisters, in Bernhausen noch als Student an der Technischen Hochschule Stuttgart (heute Universität) die Firma KS-Maschinenbau zur Herstellung von Verputzmaschinen, die 1963 in Putzmeister Werk Maschinenfabrik umbenannt wurde. Seine erste für Vaters Geschäft gebaute Maschine wurde zum Gegenstand seiner Diplomarbeit.
Mit dem „Gipsomat“ brachte Putzmeister 1965 die erste automatische Gips-Verputzmaschine der Welt auf den Markt. Neuartige Pumpen für Transportbeton verhalfen dem Unternehmen 1969 zu 45 % Marktanteil. Mit der Inbetriebnahme des heutigen Firmengeländes in Aichtal begann 1971 der Bau von Autobetonpumpen mit Verteilerkasten. Im folgenden Jahr wurde die zwanzigtausendste Verputzmaschine verkauft. Zu Beginn der 1970er-Jahre wurden Tochtergesellschaften in Frankreich, Italien, Spanien, England und Brasilien gegründet. Durch die Übernahme der Firma Thomsen, dem früheren Weltmarktführer bei Autobetonpumpen, ist Putzmeister seit 1982 auch in den USA mit eigener Herstellung aktiv. Es folgten weitere Niederlassungen in Japan, China, Dänemark, Russland, Korea, Thailand, der Türkei, Indien und in Südafrika.
1980 gründet das Unternehmen den Geschäftsbereich „Tunnelmaschinen“ und bringt 1983 den Spritzbüffel auf den Markt, Es handelte sich dabei um die größte Nassspritzmaschine der Welt.

### Rekorde

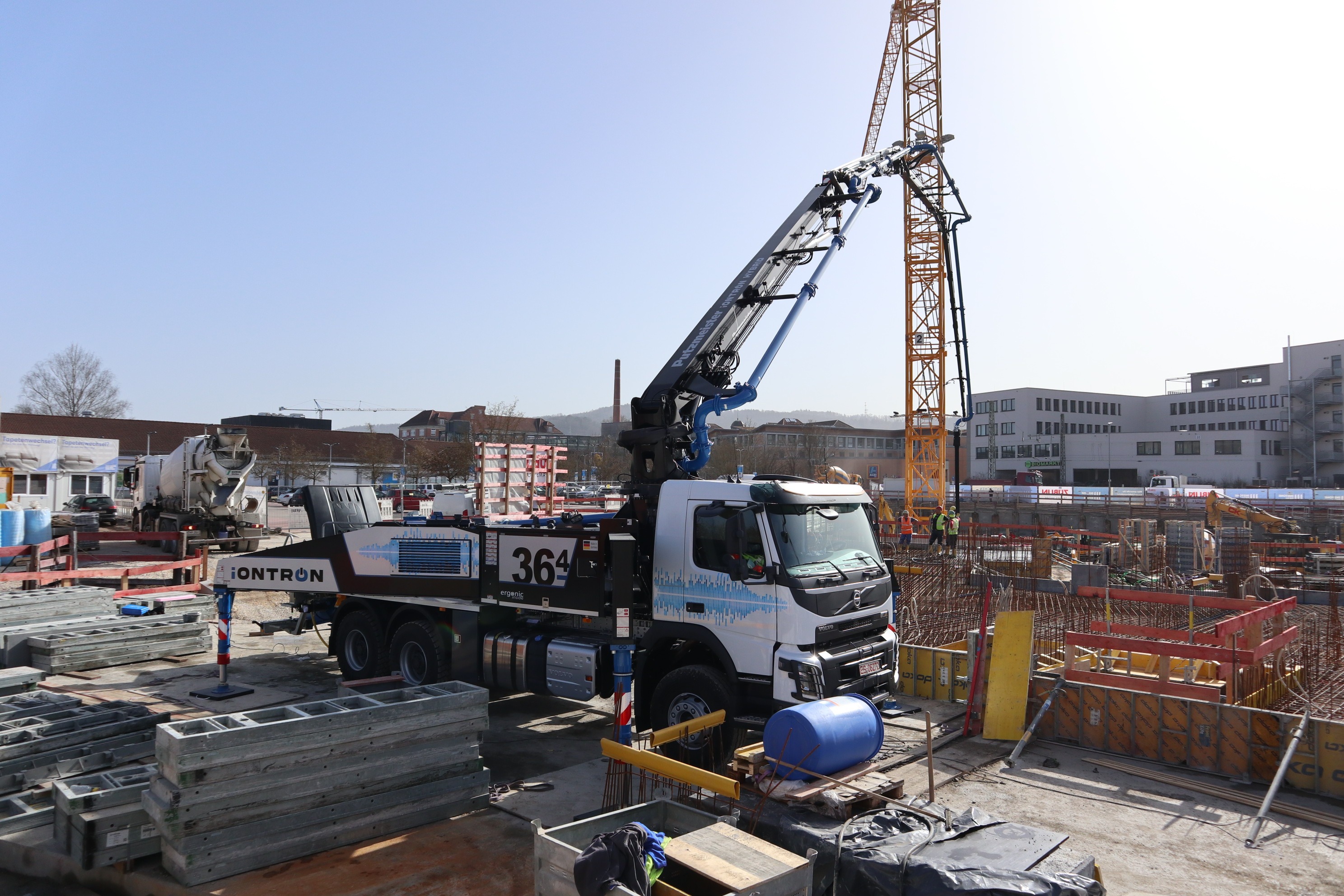
Putzmeister-Betonpumpe iONTRON Hybrid

Im Jahre 1986 erfolgte die Auslieferung der größten Betonpumpe der Welt mit 62 m Auslegerhöhe. 2008 wurde die erste Autobetonpumpe mit einem Verteilermast mit 70 m Reichhöhe ausgeliefert.
Mit einer Betonpumpe, die beim Bau des Frankfurter Fernmeldeturms eine Höhendifferenz von 310 m überwand, gelang Putzmeister 1977 erstmals ein Weltrekord. Dies war durch die Erfindung des sogenannten Automatik-Ringes möglich, der Rohrweichen und Ventile bei Betonpumpen wasserdicht machte. Im nächsten Jahr übertraf man dieses Ergebnis im Gotthard-Strassentunnel mit einer Förderhöhe von 340 m bei 600 m Distanz, 1984 in einem spanischen Kraftwerkstunnel mit 432 m Pumphöhe und schließlich 1994 an einem Kraftwerk im italienischen Riva del Garda mit 532 m Förderhöhe bei 900 m Leitungslänge.
Auch beim Bau des Burj Khalifa, dem höchsten Bauwerk der Welt, kamen Betonpumpen von Putzmeister zum Einsatz. Am 9. April 2008 wurde mit einer Förderhöhe von 606 m ein neuer Weltrekord erzielt. Eine noch größere Pumphöhe war nicht erforderlich, da der obere Teil des Burj Khalifa als Stahlkonstruktion ausgeführt worden ist.
Im Februar 2014 wurde bei der Erstellung einer Bodenplatte für das New Wilshire Grand Center in Los Angeles mit der kontinuierlichen Einbringung von 16.200 m³ Beton ein weiterer Weltrekord aufgestellt.

### Andere Anwendungen
Eine Putzmeister M58 kommt seit März 2011 bei den katastrophalen Unfällen in mehreren Reaktoren des japanischen Kernkraftwerks Fukushima zum Einsatz. Gegenüber den zunächst eingesetzten Löschfahrzeugen der Feuerwehr erwies sich der Ausleger der Betonpumpe als besser geeignet, um große Mengen Kühlwasser präzise an den Reaktorsicherheitsbehälter und in das Abklingbecken zu spritzen.
Später wurden weitere Pumpen nach Fukushima geflogen, die zunächst die Kühlung unterstützen und später bei der möglichen Errichtung eines Sarkophages genutzt wurden.
Schon bei der Errichtung des Sarkophages nach dem Reaktorunglück 1986 in Tschernobyl wurden elf Autobetonpumpen von Putzmeister eingesetzt, von denen einige zum Schutz vor der Strahlung mit Blei verkleidet wurden.

## Kennzahlen
Im Geschäftsjahr 2022 erzielte die Putzmeister-Gruppe mit über 3100 Mitarbeitern einen Umsatz von 905 Mio. Euro. Etwa 8 % des Umsatzes wurden in Deutschland, 25 % in Nordamerika und 34 % im restlichen Europa erwirtschaftet.

## Unternehmensstruktur

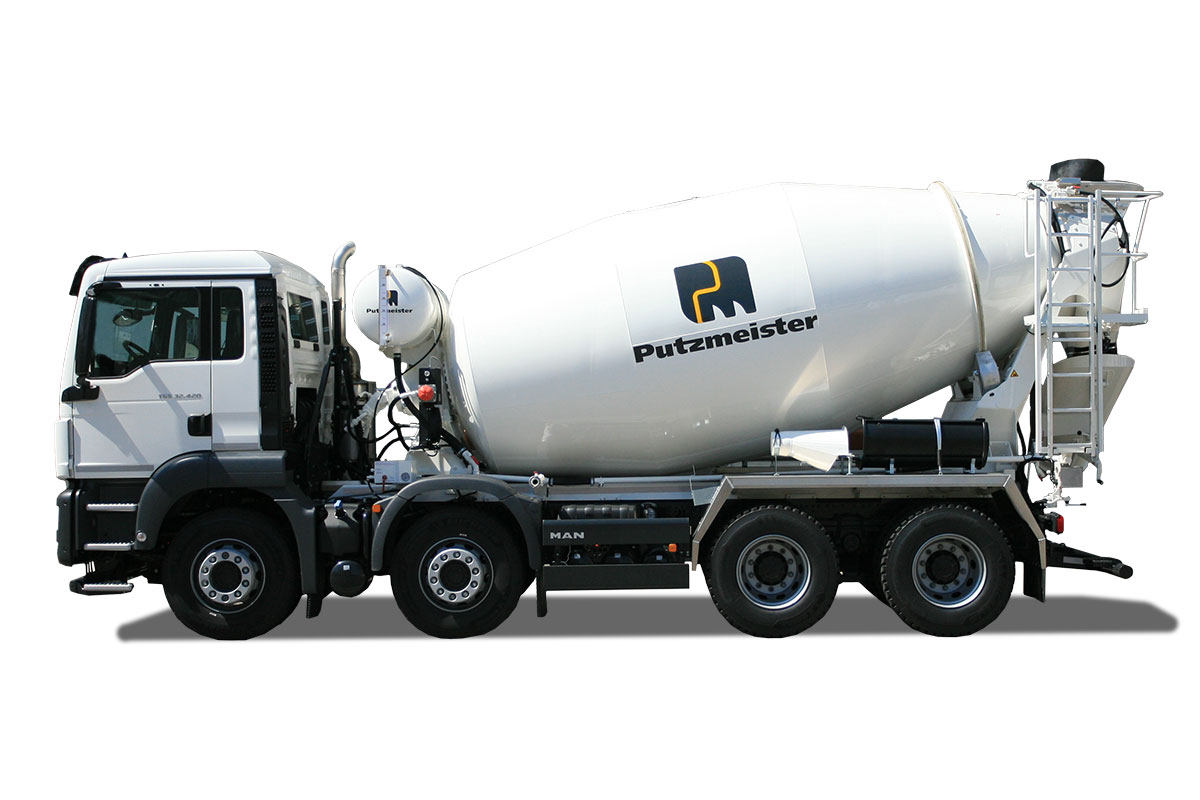
Putzmeister-Fahrmischer P 10 mit einer Nennfüllung von max. 10 m³

Seit 2007 ist die Putzmeister Holding GmbH die Leitgesellschaft für die in vier Marktfeldern tätigen Tochterfirmen. Die Putzmeister Concrete Pumps GmbH ist als größte Tochtergesellschaft für das Marktfeld PCT Putzmeister Concrete Technology (Betonpumpen) und seit 2020 auch für das Markt-Technik-Feld PIT Putzmeister Industrial Technology (davor Putzmeister Solid Pumps GmbH) zuständig und durch einen Organschaftsvertrag mit der Holding verbunden. Sie ging aus der Putzmeister AG hervor, die bis 2007 die Hauptgesellschaft der Putzmeister-Gruppe war. Die Putzmeister Concrete Pumps GmbH betreibt u. a. neben dem Montagewerk am Hauptsitz in Aichtal ein weiteres Werk für die Basisfertigung von hochwertigen Stahlbaukomponenten in Gründau (ehem. Wibau-Hallen). Mit Stand vom Herbst 2024 steht dieses Werk vor der Schließung. In Kočevje sowie bislang in Heimertingen bei Memmingen fertigt und montiert die zur Putzmeister-Gruppe gehörende Putzmeister d.o.o. (ehem. ITAS CAS d.o.o.) und die Intermix GmbH Fahrmischer. Die intermix GmbH hat die Produktion im Februar 2025 eingestellt und schließt das deutsche Werk im Juli 2025. Die Produktion der Fahrmischer wird in Zukunft ausschließlich in Kocevje stattfinden. Putzmeister verfügt über 16 Putzmeister-Tochtergesellschaften weltweit sowie weitere Beteiligungen.

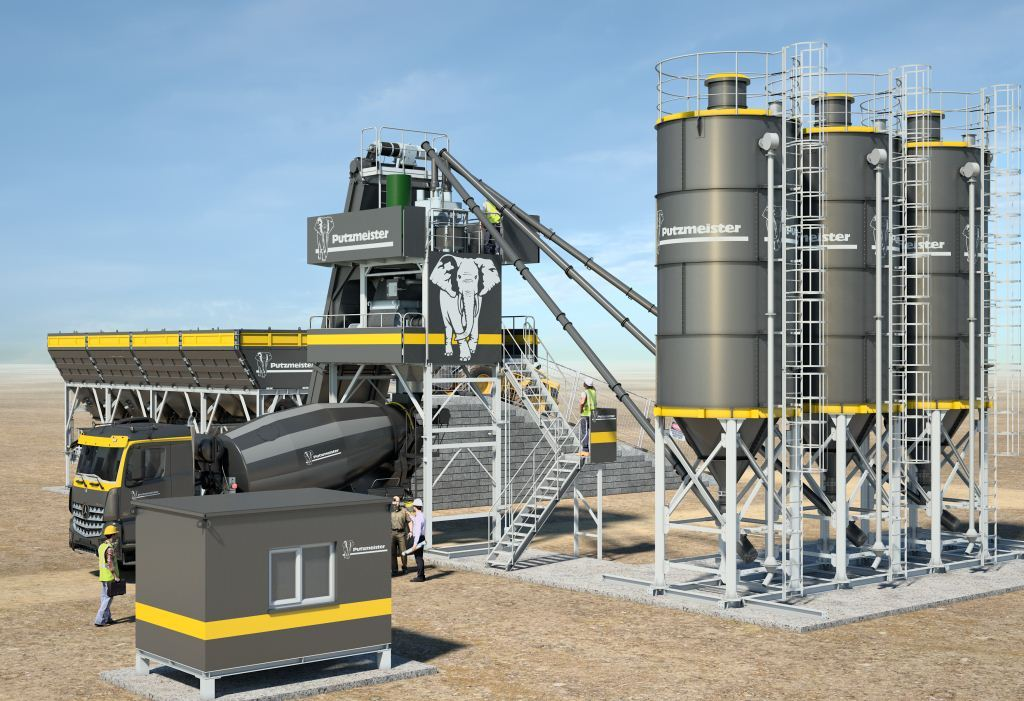
Die Putzmeister-Betonmischanlage MT 1.0 mit Doppelwellenmischer für eine Mischleistung von max. 60 m³ pro Stunde

Daneben liegen gleichrangig die anderen Firmen des Marktfelds PMT Putzmeister Mortar Technology (Putzmeister Mörtelmaschinen GmbH und Lancy Mixjet S.A.S). Die Putzmeister Engineering GmbH ist die Entwicklungsgesellschaft und damit für die weltweite Konstruktion der Putzmeister Maschinen verantwortlich.
Im Jahr 2011 wurde das Markttechnikfeld Putzmeister Water Technology (PWT) im Rahmen eines Asset Deals an private Investoren veräußert. Die bereits 2001 etablierte Marke Dynajet firmiert seither als eigenständiges Unternehmen Dynajet GmbH. 2013 wurde deren Firmensitz von Aichtal nach Nürtingen verlegt.
Am 30. Januar 2012 gab das Unternehmen in Aichtal bekannt, dass die Firma an den chinesischen Baumaschinenkonzern Sany Corp. verkauft worden ist. Ebenfalls 2012 übernahm Putzmeister die Firma Intermix GmbH, einen Hersteller von Fahrmischern im bayerischen Heimertingen. 2022 übernahm Putzmeister ihren langfristigen Lieferanten für Fahrmischeraufbauten ITAS CAS d.o.o. in Kočevje.
Putzmeister Concrete Machinery mit Sitz in Goa produziert seit 2015 Betonmischanlagen für die Herstellung von Transportbeton. Dadurch wurde Putzmeister zum Vollsortimentanbieter bei Herstellung, Transport und Einbringung von Beton.
In Madrid produziert Putzmeister Ibérica Tunnelspritzmaschinen (Serie Wetkret) und Transportmaschinen wie Niederprofil-Betonmischfahrzeuge (Serie Mixkret).

## Weblinks

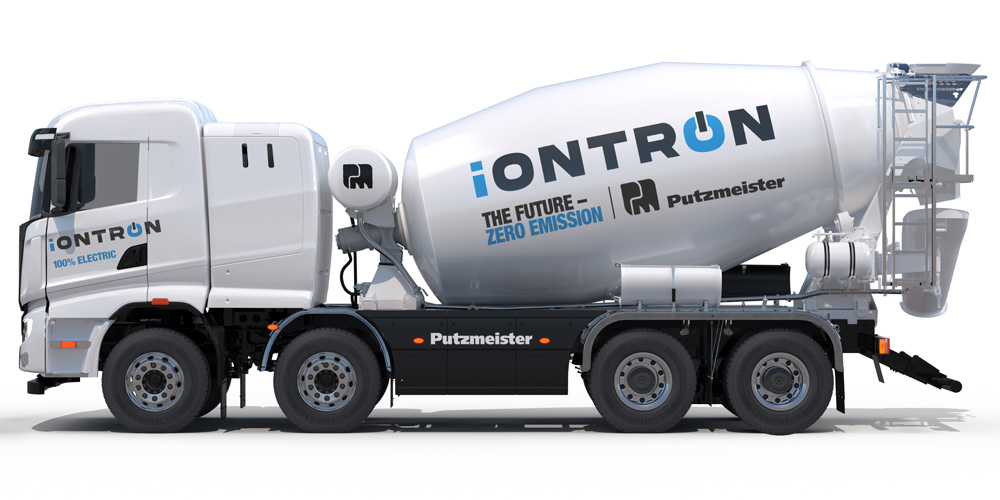
Putzmeister-9 m³-Fahrmischer auf elektrisch angetriebenen SANY-Chassis